# Citheronia
A  Citheronia a rovarok (Insecta) osztályába, a lepkék (Lepidoptera) rendjébe, ezen belül a pávaszemek (Saturniidae) családjába tartozó nem, melyet Jacob Hübner írt le először 1819-ben.
Nevét a görög mitológiában Dionüszosz Istennek szentelt görögországi hegységről, a Cithaeronról vagy Kithaironról kapta.

## A nembe tartozófajok
- Citheronia albescens Lemaire, 1972
- Citheronia anassa Hübner, 1820
- Citheronia andina Lemaire, 1971
- Citheronia argentina Draudt, 1930
- Citheronia aroa Schuas, 1896
- Citheronia azteca Schaus, 1896
- Citheronia beledonon Dyar, 1912
- Citheronia bellavista Draudt, 1930
- Citheronia benjamini Schaus, 1933
- Citheronia bodoquens Travassos és Rego Barros, 1966
- Citheronia brasiliensis Bouvier, 1927
- Citheronia brissotii (Boisduval, 1868)
- Citheronia cacicus Walker, 1855
- Citheronia catharinae Draudt, 1930
- Citheronia centraliamericana Bouvier, 1927
- Citheronia chrisbrechlinae Brechlin & Meister 2012
- Citheronia claveryi Bouvier, 1924
- Citheronia colimae Draudt, 1930
- Citheronia collaris Rothschild, 1907
- Citheronia consobrina Rothschild, 1907
- Citheronia equatorialis Bouvier, 1927
- Citheronia fuscalis Rothschild, 1907
- Citheronia guayaquila Schaus, 1927
- Citheronia guyanensis Bouvier, 1927
- Citheronia hamifera Rothschild, 1907
- Citheronia infernalis Strecker, 1883
- Citheronia ixion Boisduval, 1868
- Citheronia johnsoni Schaus, 1928
- Citheronia jordani Draudt, 1930
- Citheronia lamata Schaus, 1933
- Citheronia laocoon (Cramer, 1777)
- Citheronia leona Druce, 1890
- Citheronia lichyi Lemaire, 1971
- Citheronia lobesis Rothschild, 1907
- Citheronia marion Dyar, 1914
- Citheronia meridionalis Bouvier, 1927
- Citheronia maureillei Wolfe és Herbin, 2002
- Citheronia mexicana Grote és Robinson, 1866
- Citheronia mogya Schaus, 1920
- Citheronia phoronea (Cramer, 1779)
- Citheronia princeps Walker, 1855
- Citheronia pseudomexicana Lemaire, 1974
- Citheronia regalis (Fabricius, 1793)
- Citheronia regia Abbot és Smith, 1797
- Citheronia saengeri Neumoegen, 1891
- Citheronia sepulcralis Grote és Robinson, 1865
- Citheronia sinaloensis Hoffmann, 1942
- Citheronia splendens (Druce, 1886)
- Citheronia splendens (C.C. Hoffmann, 1942)
- Citheronia vogleri (Weyenbergh, 1881)
- Citheronia volcan Lemaire, 1982[5][6][7][8][9][10][11]

## Képgaléria

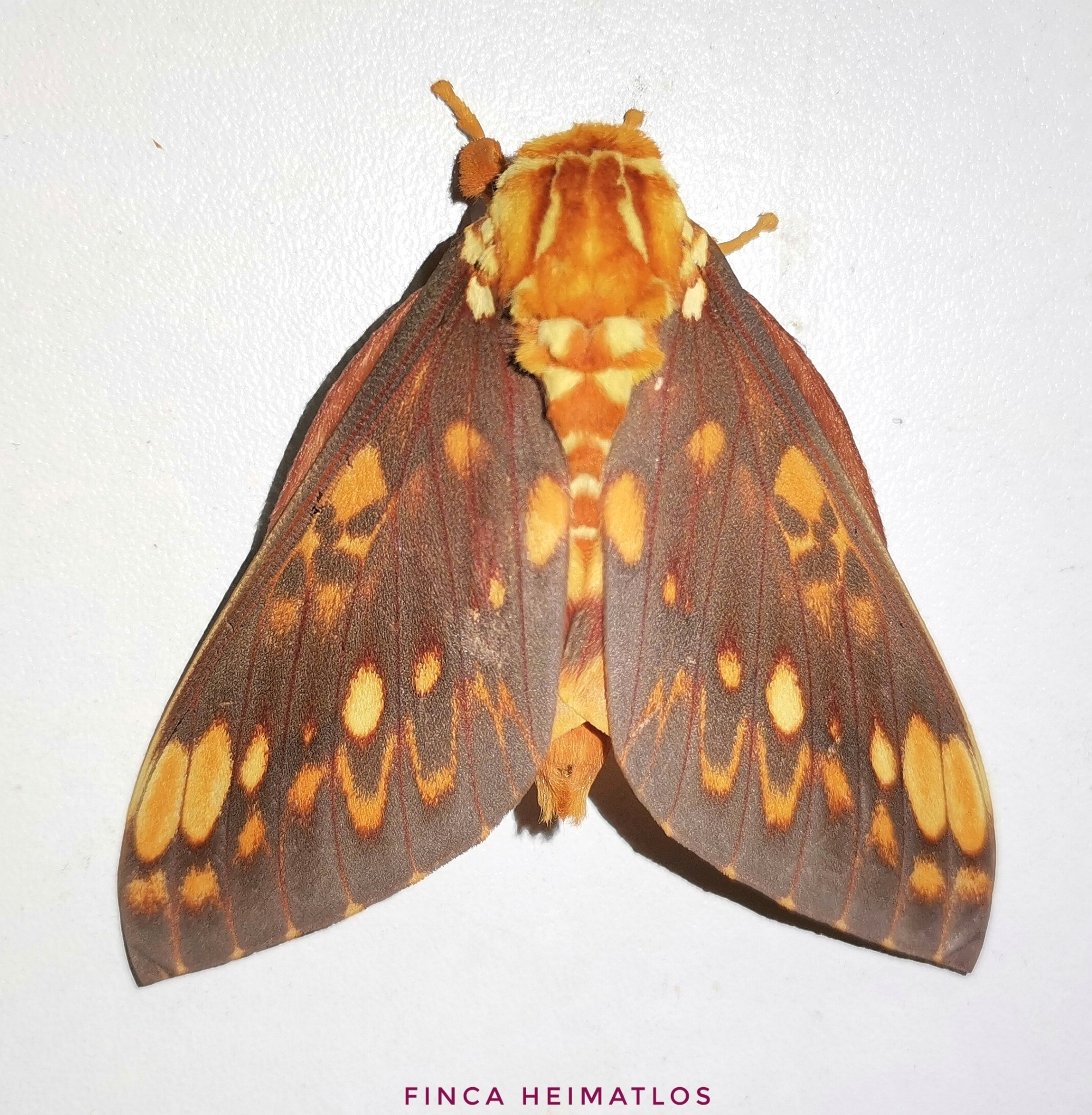
Citheronia andina
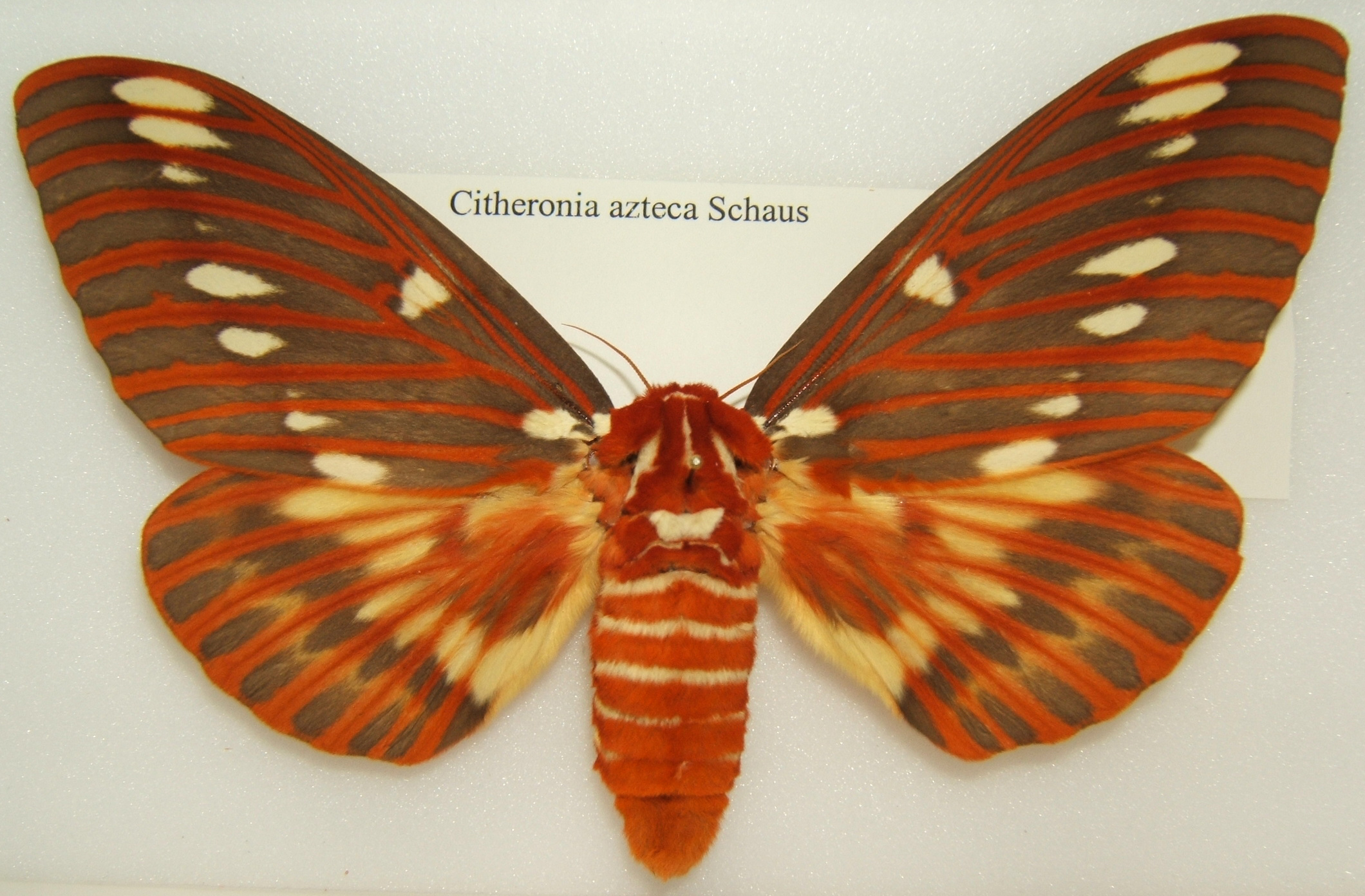
Citheronia azteca
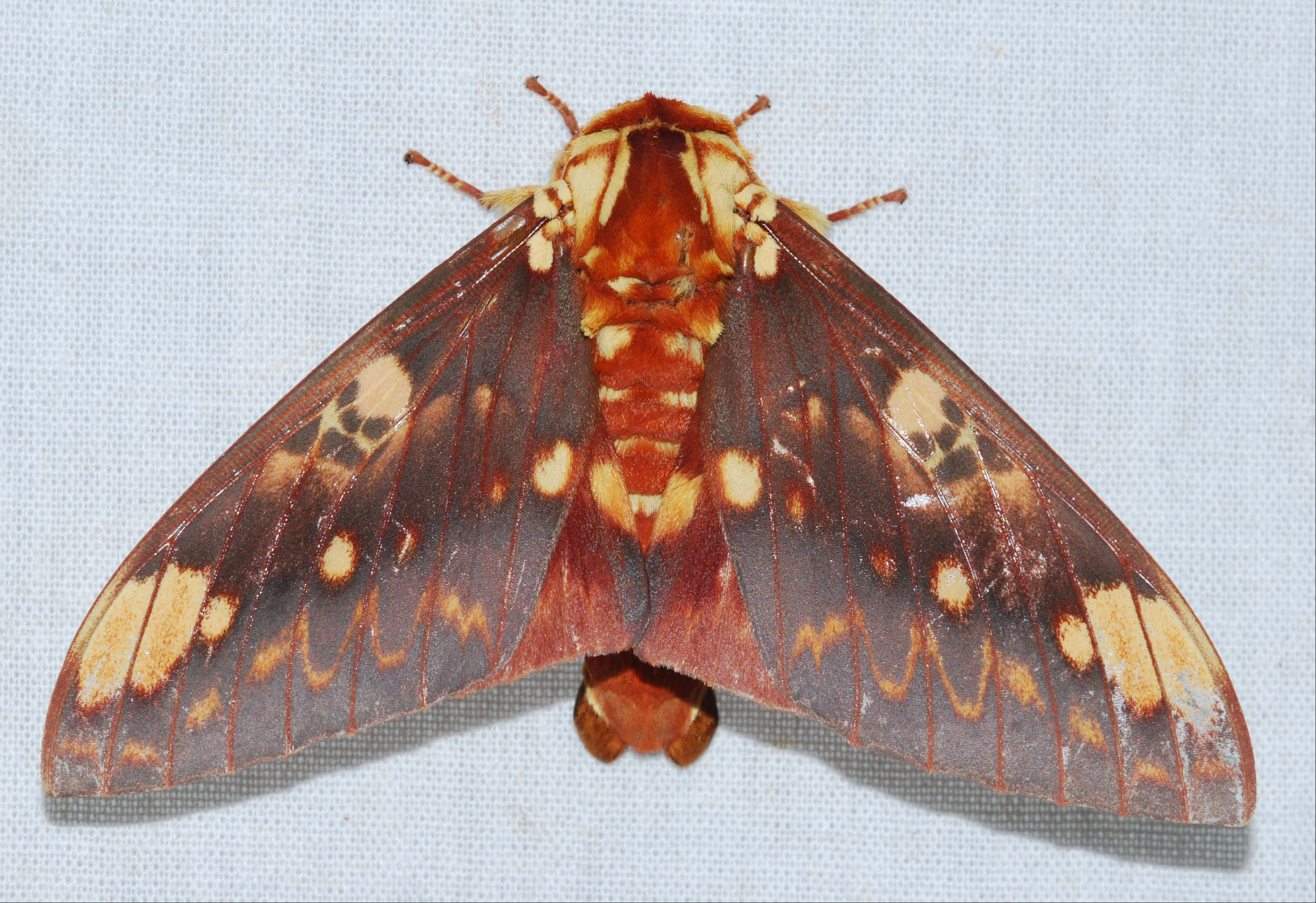
Citheronia hamifera
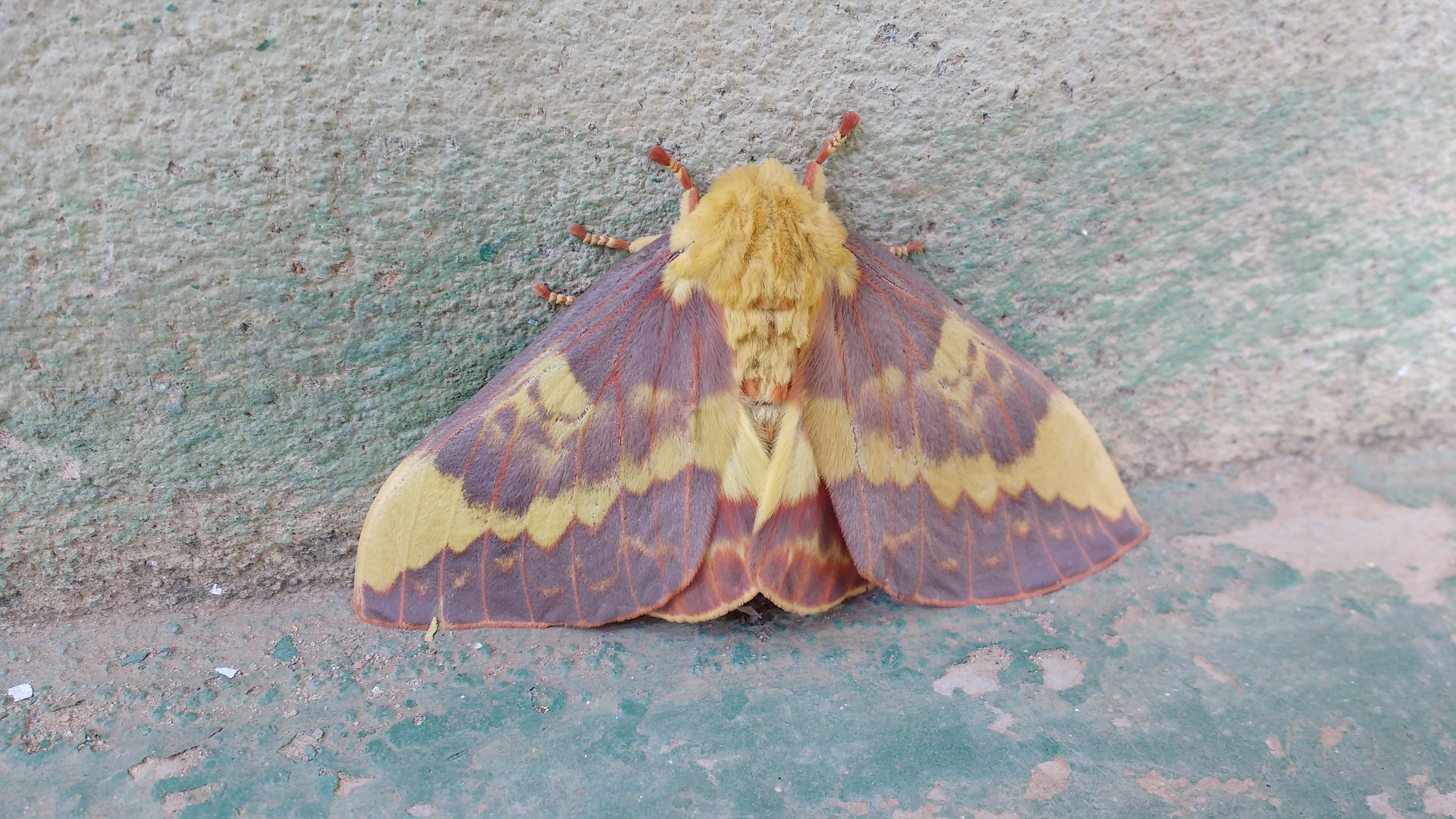
Citheronia laocoon
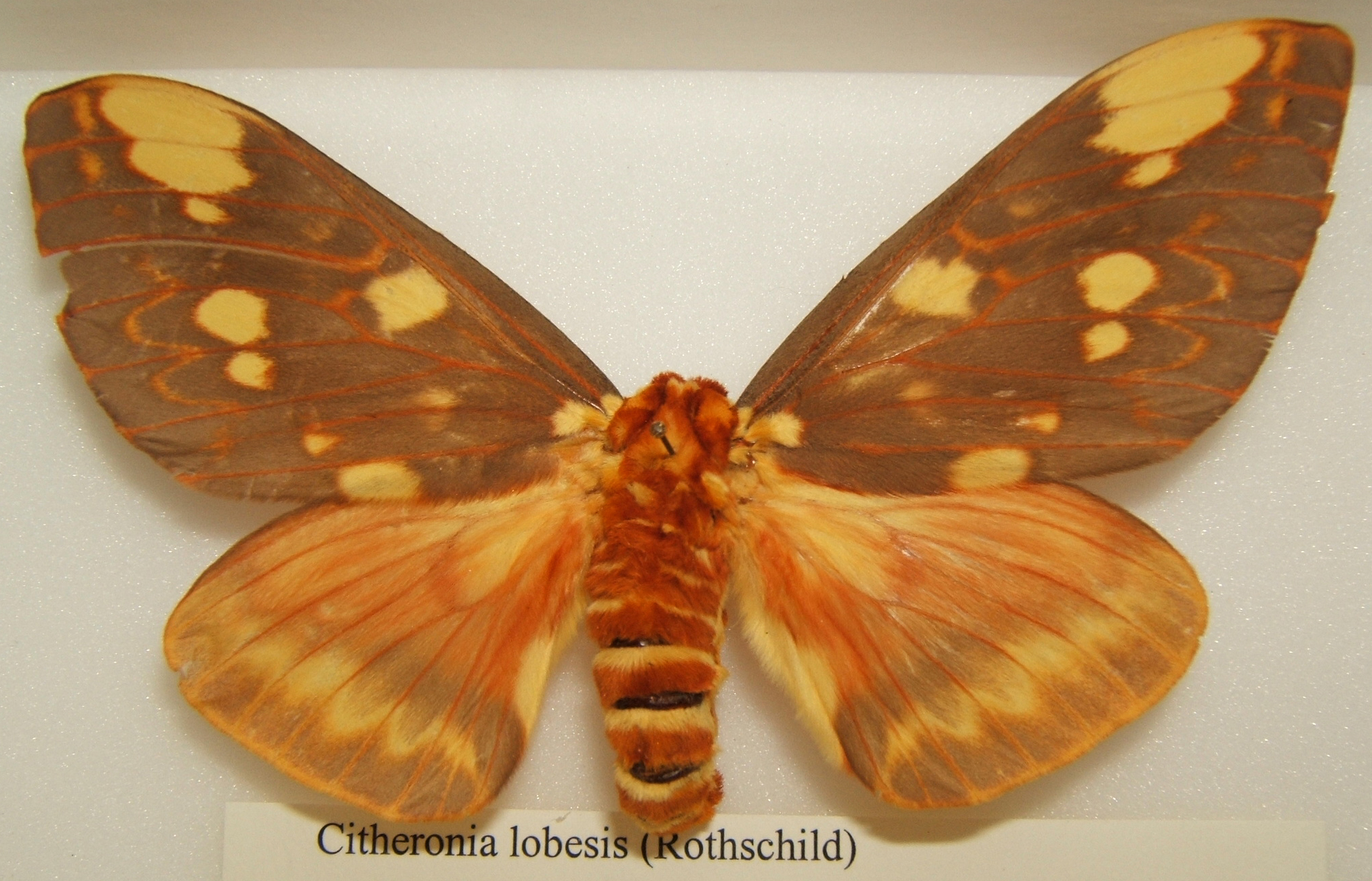
Citheronia lobesis
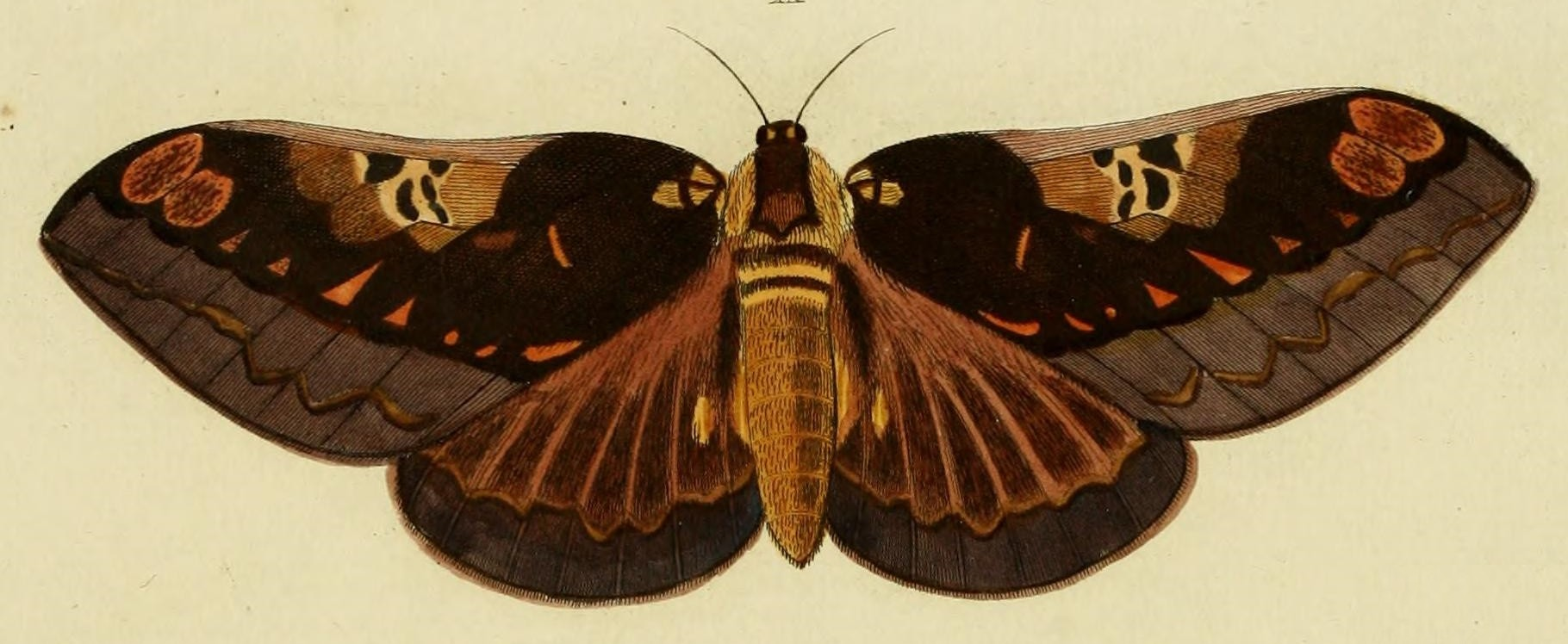
Citheronia phoronea
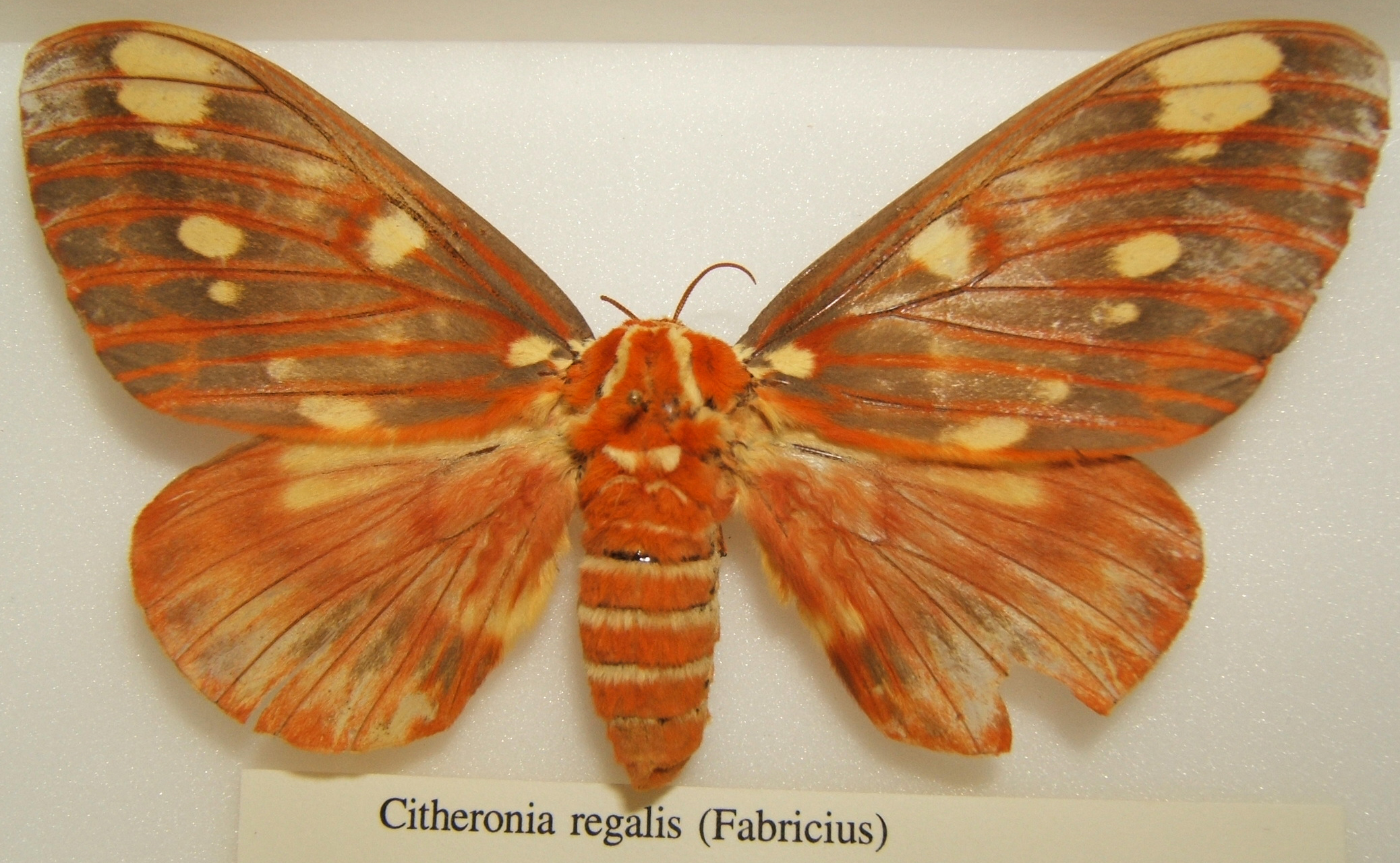
Citheronia regalis
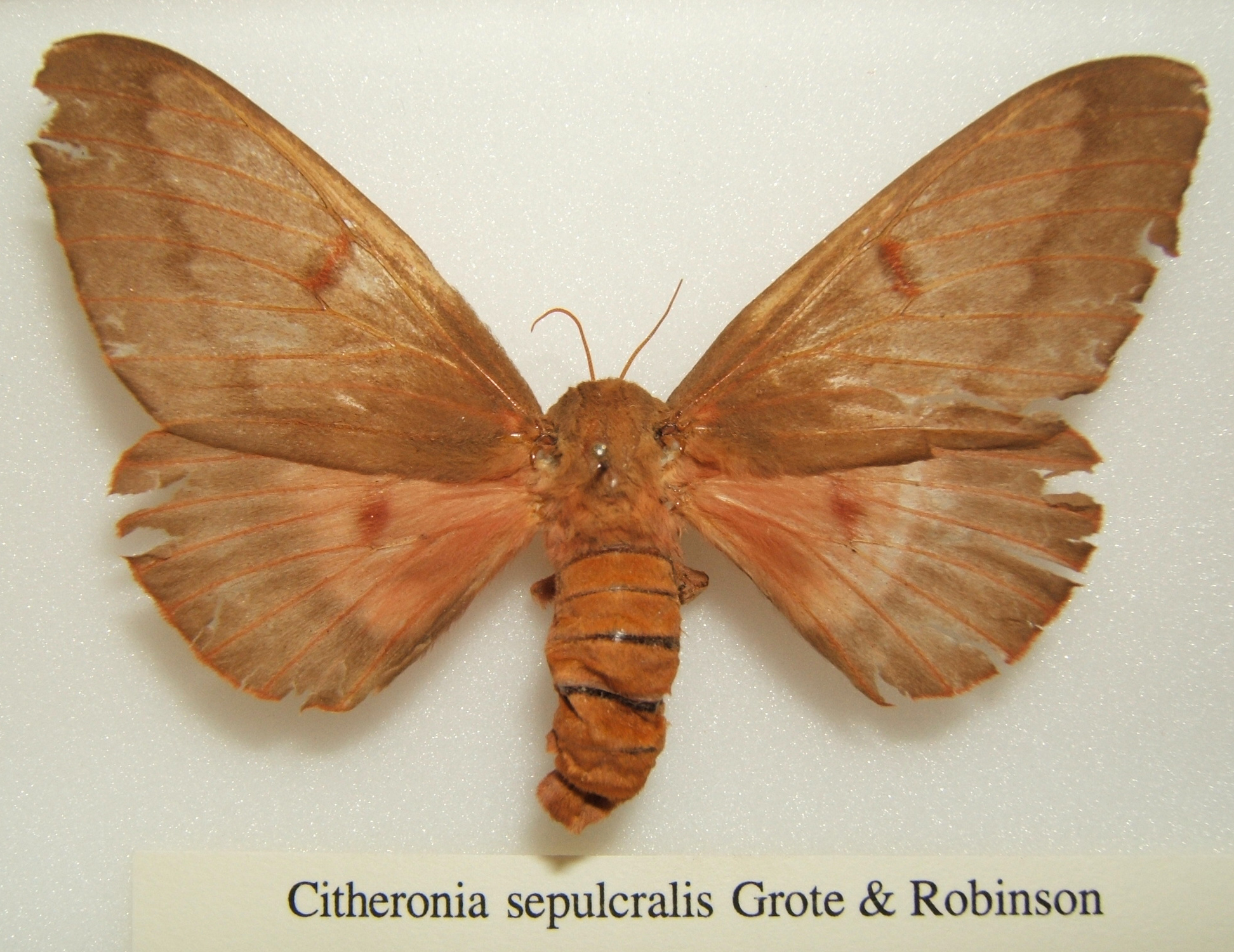
Citheronia sepulcralis
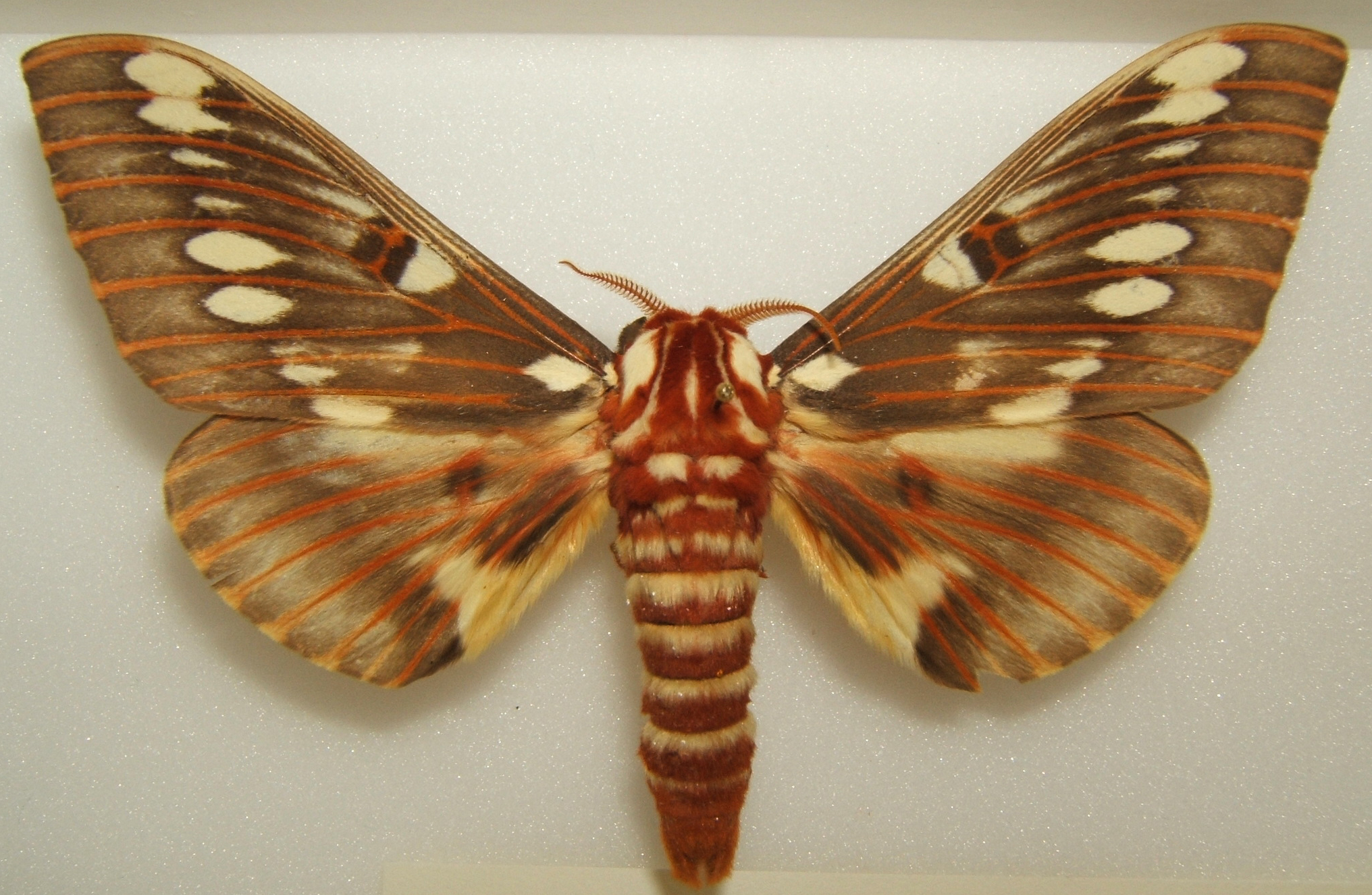
Citheronia splendens